# Fotografia uliczna

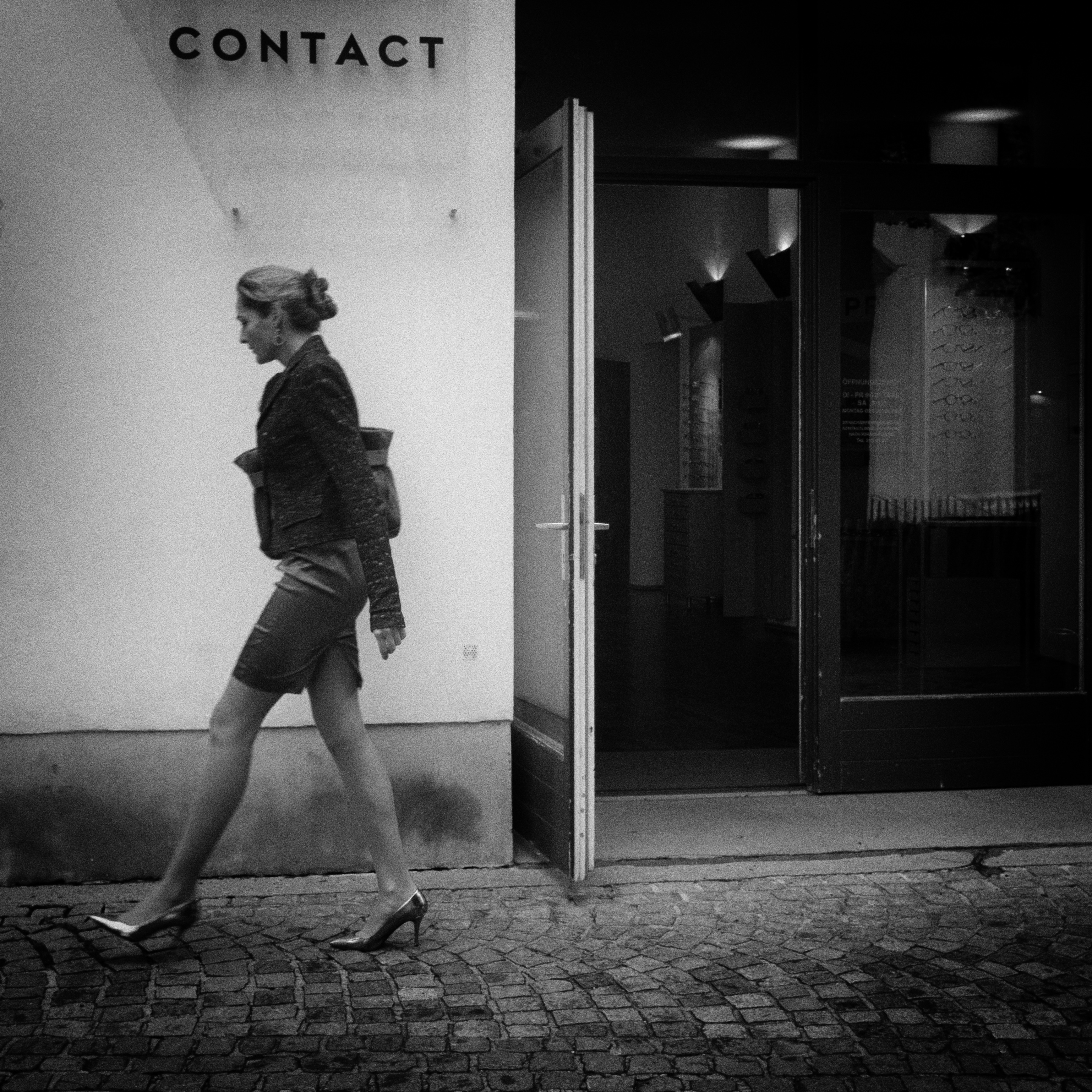
Przykład fotografii ulicznej

Fotografia uliczna – rodzaj fotografii, której tematem są przypadkowe, odpowiednio uchwycone ujęcia życia ulicznego. Jest to dyscyplina z pogranicza reportażu oraz fotografii artystycznej. Różni się ona od fotoreportażu ponieważ zazwyczaj nie dotyczy konkretnego wydarzenia. Zazwyczaj nie potrzeba wielu zdjęć aby przekazać jakąś treść. Na tego typu fotografii najczęściej przedstawieni są niepozowani ludzie w przestrzeni publicznej.
Przodownikiem fotografii ulicznej był Henri Cartier-Bresson. W 1952 roku opublikował książkę „Decydujący moment” (fr. Images à la sauvette), koncepcje w niej zawarte nakreśliły ramy fotografii ulicznej i spowodowały przewrót w historii fotografii. W Polsce fotografią uliczną zajmowali się m.in. Tadeusz Rolke oraz Tomasz Tomaszewski.

## Problematyka zgodności z prawem fotografii ulicznej
W zależności od państwa, fotografia uliczna może podlegać pewnym restrykcjom. W Polsce rozpowszechnianie wizerunku wymaga zezwolenia osoby na nim przedstawionej, chyba że osoba ta stanowi jedynie szczegół całości takiej jak: zgromadzenie, krajobraz czy publiczna impreza, lub jest powszechnie znana, a wizerunek uwieczniono w związku z pełnieniem przez nią funkcji publicznych. Niekiedy jednak nawet samo fotografowanie może naruszać dobra osobiste osoby fotografowanej. 